# Oksana Rachmatoelina
Oksana Jevgenjevna Rachmatoelina (Russisch: Оксана Евгеньевна Рахматулина; meisjesnaam: Ануфриева; Anoefrieva) (Alma-Ata, 7 december 1976), is een Russische professionele basketbalster, van Kazachse afkomst, die speelde voor de nationale ploeg van Rusland. Ze kreeg de onderscheiding Meester in de sport en de Medaille voor het dienen van het Moederland op 2 augustus 2009.

## Biografie
Rachmatoelina begon haar profcarrière bij SKA Samara in 1994. In 1999 ging ze spelen voor CSKA Moskou. Na één jaar ging Rachmatoelina naar WBC Wels in Oostenrijk. In 2000 stapte ze over naar CA Faenza in Italië. In 2001 verhuisde ze naar VBM-SGAU Samara. Met die club won ze het Landskampioenschap van Rusland in 2004. Ook werd ze Bekerwinnaar van Rusland in 2004. Ook won ze met VBM-SGAU de FIBA Women's World League in 2004. In 2003 speelde Rachmatoelina in de WNBA voor de Houston Comets. In 2004 stapte ze over naar Dinamo Moskou. Met Dinamo won ze de EuroCup Women in 2007 door in de finale CA Faenza uit Italië te verslaan met 74-61 en 76-56. In 2007 ging Rachmatoelina naar UMMC Jekaterinenburg. Met UMMC won ze het Landskampioenschap van Rusland in 2009. In 2009 stopte ze met basketbal.
Met Rusland won Rachmatoelina twee keer de bronzen medaille op de Olympische Zomerspelen in 2004 en 2008. Ook won ze twee keer zilver op het Wereldkampioenschap in 2002 en 2006. Op het Europees Kampioenschap won ze twee keer goud in 2003 en 2007 en zilver in 2001 en 2005.

## Erelijst
- Landskampioen Rusland: 2
  - Winnaar: 2004, 2009
  - Tweede: 2002, 2003, 2005
  - Derde: 2006, 2008
- Bekerwinnaar Rusland: 1
  - Winnaar: 2004, 2009
  - Runner-up: 2008
- EuroCup Women: 1
  - Winnaar: 2007
- FIBA Women's World League: 1
  - Winnaar: 2003
- Olympische Spelen:
  - Brons: 2004, 2008
- Wereldkampioenschap:
  - Zilver: 2002, 2006
- Europees Kampioenschap: 2
  - Goud: 2003, 2007
  - Zilver: 2001, 2005